# Grimoald IV de Bénévent
Pour les articles homonymes, voir Grimoald de Bénévent.
Grimoald IV de Bénévent est un prince lombard de Bénévent de novembre/décembre 806 à sa mort en juillet 817.

## Biographie
Grimoald est le fils d'un certain Ermenrich. Il n'est pas apparenté avec ses prédécesseurs et exerce la fonction de « Stoleseyz », c'est-à-dire trésorier sous le règne de Grimoald III. Son règne se caractérise par une indépendance sous protectorat de l'Empire Carolingien. En 812, il doit se soumettre à un versement de 25 000 sols en tribut à Charlemagne. En 814, il consent à une redevance annuelle de 7 000 sols d'or à Louis le Pieux. Son successeur Sicon, aurait dû être épargné de ce tribut mais du également s'y résoudre.
Grimoald fut assassiné en juillet 817 après un règne de onze ans un mois et dix jours selon le « Chronicon Salernitanum », à la suite d'un complot de ses rivaux.

## Sources
- Jean-Chrétien-Ferdinand Hœfer, Nouvelle biographie générale, Firmin Didot frères, fils et cie, 1858
- (en) Grimoald IV (806-817) sur le site Medieval Lands
- René Poupardin, Études sur l'histoire des principautés lombardes de l'Italie méridionale et de leurs rapports avec l'Empire franc, Paris : Champion, 1907 [Lire en ligne (Internet Archive)]